# Eugène Deloncle
Eugène Deloncle (Brest, 20 de junio de 1890-París, 7 de enero de 1944) fue un político y terrorista francés de extrema derecha, una de las figuras más destacadas de La Cagoule.

## Biografía
Nacido en Brest el 20 de junio de 1890, se graduó en ingeniería naval en la École Polytechnique.
Antiguo miembro de los Camelots du roi, fue uno de los fundadores en 1936 de La Cagoule, organización secreta de extrema derecha conocida por su actividad terrorista durante la Tercera República. Deloncle, que deseaba para Francia lo que había llevado a cabo Franco en España, conspiró para derrocar a la Tercera República; fue detenido y arrestado en noviembre de 1937 tras ser descubierto el complot. En 1940 fundó el Mouvement Social Révolutionnaire y en 1941 formó parte del Rassemblement National Populaire de Marcel Déat. Fue expulsado del MSR en 1942 por sus propios miembros; murió asesinado por agentes de la Gestapo en su casa de París el 7 de enero de 1944.